# Єйлакі-є-Дарестан
Єйлакі-є-Дарестан (перс. ييلاقي دارستان) — село в Ірані, у дегестані Південний Ростамабад, у Центральному бахші, шагрестані Рудбар остану Ґілян. За даними перепису 2006 року, його населення становило 15 осіб, що проживали у складі 9 сімей.

## Клімат
Середня річна температура становить 12,38 °C, середня максимальна – 25,90 °C, а середня мінімальна – -1,82 °C. Середня річна кількість опадів – 429 мм.
| Клімат поселення                              | Клімат поселення | Клімат поселення | Клімат поселення | Клімат поселення | Клімат поселення | Клімат поселення | Клімат поселення | Клімат поселення | Клімат поселення | Клімат поселення | Клімат поселення | Клімат поселення | Клімат поселення |
| Показник                                      | Січ.             | Лют.             | Бер.             | Квіт.            | Трав.            | Черв.            | Лип.             | Серп.            | Вер.             | Жовт.            | Лист.            | Груд.            |                  |
| Середній максимум, °C                         | 10,19            | 9,43             | 10,80            | 16,46            | 20,03            | 24,54            | 25,80            | 25,90            | 22,46            | 19,02            | 14,46            | 10,09            |                  |
| Середня температура, °C                       | 4,57             | 3,81             | 5,18             | 10,83            | 14,41            | 18,90            | 21,32            | 21,42            | 17,98            | 14,54            | 9,98             | 5,62             |                  |
| Середній мінімум, °C                          | −1,04            | −1,82            | −0,44            | 5,20             | 8,79             | 13,28            | 16,85            | 16,95            | 13,50            | 10,06            | 5,50             | 1,13             |                  |
| Норма опадів, мм                              | 34               | 33               | 64               | 64               | 33               | 13               | 13               | 13               | 23               | 39               | 45               | 55               |                  |
| Середньомісячна швидкість вітру, м/с          | 1.97             | 2.46             | 2.50             | 2.64             | 2.21             | 2.07             | 2.26             | 2.10             | 1.80             | 1.94             | 2.02             | 1.82             |                  |
| Середньомісячна сонячна радіація, кДж/м²·день | 7333             | 9855             | 12114            | 16279            | 20108            | 22834            | 23500            | 20019            | 16701            | 11926            | 9062             | 7070             |                  |
| --------------------------------------------- | ---------------- | ---------------- | ---------------- | ---------------- | ---------------- | ---------------- | ---------------- | ---------------- | ---------------- | ---------------- | ---------------- | ---------------- | ---------------- |
| Джерело:                                      |                  |                  |                  |                  |                  |                  |                  |                  |                  |                  |                  |                  |                  |